# Fistulatus luteolus
Fistulatus luteolus är en insektsart som beskrevs av Cen och Cai 2002. Fistulatus luteolus ingår i släktet Fistulatus och familjen dvärgstritar. Inga underarter finns listade i Catalogue of Life.